# Caleta caleta
Caleta caleta е вид пеперуда от семейство Синевки (Lycaenidae). Видът не е застрашен от изчезване.

## Разпространение и местообитание
Разпространен е в Индия (Керала, Махаращра и Ориса), Индонезия (Сулавеси), Мианмар, Непал, Филипини и Шри Ланка.
Обитава национални паркове, влажни зони, гористи местности, ливади и храсталаци.

## Описание
Популацията на вида е стабилна.